# Albanska književnost
Albanska književnost (alb.: letërsia shqipe) započinje u srednjem vijeku i obuhvaća književne tekstove i djela napisana na albanskome jeziku. Može se odnositi kako na književnost koju su napisali Albanci iz Albanije, tako i na književnost Albanaca iz Kosova i pripadnika albanske dijaspore, posebice u Italiji. Albanski jezik čini posebnu granu unutar indoeuropske jezične porodice, s kojim nijedan drugi jezik nije usko povezan. Podrijetlo albanskoga jezika nije u potpunosti poznato, premda postoje teorije prema kojima on predstavlja nasljednika drevnoga ilirskog jezika.
U anonimnom spisu Dictionarium ad passagium iz 1332. godine, koji se pripisuje nadbiskupu Antivarija Vilimu Adamu ili pak francuskome nadbiskupu i hodočasniku Brokardu Monaku (Brocardus Monacus), navodi se kako se Albanci koriste latiničnim pismom u svojim knjigama, iako se njihov jezik prilično razlikuje od latinskoga.
Najstariji očuvani dokument napisan na albanskom, uz neke novozavjetne stihove iz 15. stoljeća, jest Slovo krštenja (Formula e pagëzimit), kojega čini tek jedna proširena rečenica i koju je 1462. godine na gegijskom narječju zabilježio Pal Engjëlli (Pavao Enđeli), biskup Drača i savjetnik vojskovođe Skenderbega. Premda ima nekih naznaka da se albanska književnost stvarala u feudalnim krugovima tijekom Albanske kraljevine (Regnum Albaniae) za vrijeme vladavine Karla I. Anžuvinca (1272. – 1286.), nije očuvano ništa od svega za što se može pretpostaviti da je na albanskomu jeziku nastalo u srednjovjekovnom razdoblju, sve do sredine 15. stoljeća.

## Prva pisana književnost

### Djela 15. stoljeća
Širenje Osmanskoga Carstva potisnulo je mnoge Albance iz njihove domovine u razdoblju zapadnoeuropskoga renesansnoga humanizma. Među albanskim iseljenicima koji su pisali na latinskome i postali poznati u humanističkomu svijetu jesu povjesničar Marin Barleti (1460. – 1513.), koji je 1510. godine u Rimu objavio povijest Skenderbega (Historia de vita et gestis Scanderbegi, Epirotarum principis), koja je prevedena na mnoge druge europske jezike, te Marino Becichemi (1408. – 1526.), Gjon Gazulli (1400. – 1455.), Leonicus Thomeus (1456. – 1531.), Michele Maruli (15. stoljeće), Michele Artioti (1480. – 1556.) i ini koji su se istaknuli u raznim poljima znanosti, umjetnosti i filozofije.

### Djela 16. stoljeća
Kulturni otpor bio je prije svega izražen razradom albanskoga jezika na području crkvenih sakramenata i tiskovina, uglavnom u okviru katoličke zajednice na sjeveru, ali i pravoslavnih područja na jugu. Protestantske reforme i protureformacija dale su daljnji poticaj razvoju mjesnoga jezika i književne tradicije kad je klerik Gjon Buzuku uveo katoličku liturgiju na albanskome jeziku, pokušavajući učiniti za albanski jezik ono što je Martin Luther učinio za njemački.
Albanski misal (Meshari), koji je Gjon Buzuku objavio 1555. godine, prvo je književno djelo objavljeno na albanskome jeziku. Rafinirani jezik i stabilizirani pravopis moraju biti rezultat ranije tradicije pisanja albanskoga, tradicije koja je danas nepoznata. No, postoje neki fragmentirani dokazi koji potječu iz vremena prije Buzukua i koji ukazuju na to da se albanskim pisalo barem od 14. stoljeća. Prvi poznati dokazi datiraju iz 1332. godine, kada se u anonimnomu spisu Dictionarium ad passagium, koji se pripisuje nadbiskupu Antivarija Vilimu Adamu ili pak francuskome nadbiskupu i hodočasniku Brokardu Monaku (Brocardus Monacus), navodi kako Albanci koriste latinično pismo u svojim knjigama, iako se njihov jezik prilično razlikuje od latinskoga: „Albanci imaju jezik sasvim drukčiji od latinskoga, no ipak rabe latinsko pismo u svim svojim knjigama”. Od posebne su važnosti u potpori ovoj tezi: Slovo krštenja (Formula e pagëzimit) iz 1462. godine, koju je na albanskome u okviru latinskoga teksta napisao drački biskup Pal Engjëlli na latinskom jeziku; pojmovnik s albanskim riječima iz 1497. godine, koji je sastavio Arnold von Harff, Nijemac koji je putovao Albanijom, te ulomak Biblije iz Evanđelja po Mateju iz 15. stoljeća pisan također na albanskom, ali grčkim pismom.

Albanski spisi tih stoljeća sigurno nisu bili samo vjerski tekstovi, već i povijesne kronike. Spominje ih humanist Marin Barleti, koji u svojoj knjizi Opsada Skadra (De obsidione Scodrensi) iz 1504. godine potvrđuje da je listao takve kronike napisane na narodnome jeziku (in vernacula lingua). Godine 1592. Luk Matranga (Lekë Matrënga), Albanac iz južne Italije, izdaje katekizam pod naslovom Kršćanski vjeronauk (E mbësuame krishterë).
- Redovi teksta Formula e pagëzimit
- Petar Budi, gravura iz djela Ogledalo ispovijedi (Paschyra e të rrëfyemit); Rim, 1621.
- Naslovnica djela De Scodrensi Obsidione et Expugnatione Marina Barletija
- Naslovnica spisa Historia de vita et gestis Scanderbegi, Epirotarum principis Marina Barletija
- Odlomak Albanskog misala Gjona Buzukua

## Albanski književnici unutar Osmanskoga Carstva
Povijest albanskoga naroda u srednjemu vijeku vezana je za Mletačku republiku i Zetu (Crnojevići, Balšići, Lješka liga) pa teži papinstvu kao posljedica djelovanja mnogih svećenika iz Južne Italije, no ima jedan smjer koji vodi ka Istanbulu. Okrutna povijest osmanske dominacije svodi Albaniju na istočni kraj turske Rumelije od određena strateškoga značaja zbog svog položaja na Jadranu. Jezik i samostalnost albanskoga naroda bili su neprihvatljiva opcija što sultani nisu uzimali u obzir. Može se i reći da se Osmansko Carstvo temeljilo na proturječnoj i nerijetko kaotičnoj meritokraciji. Visoka Porta nagrađivala je ambicije i učinkovitost pojedinaca, baš zbog centralizacije Osmanove dinastije i dvorca Topkapija, koji su izbjegavali nasljedničke feude suprotno strukturi feudalne Europe. Osmansko Carstvo bilo je najjača vojna sila u 16. stoljeću uz Habsburško-Španjolsko carstvo od Karla V. nadalje. Sultan je vladao nad višenarodnim društvom u kojem su u Istanbul putem devşirma dolazili ljudi iz svih krajeva Carstva i postajali vojnici, sluge, radnici, umjetnici, žene u sultanovu haremu, časnici, sultanovi namjesnici, činovnici, pisci itd. Uvjet za karijeru bio je najčešće prijelaz na islamsku vjeru. Od Selima I. nadalje sultan također postaje gospodar Meke, Medine i nosi titulu kalifa. Carstvo je priznavalo narodnost i podrijetlo svojih pojedinaca i nije težilo nasilnoj asimilaciji, no provodilo je islamizaciju.
Mnogi su uspješni ljudi i žene u Osmanskomu Carstvu bili Albanci. U popisu sultanovih majki, dvije (Gülbahar i Safiye) ili tri (Mahidevran) bile su djevojke albanskoga podrijetla. Gülbahar Hatun (oko 1432. – 1492.) rođena je na Kosovu i bila je omiljena žena u haremu sultana Mehmeda II., te majka sultana Bajazida II., dakle Sulejmanova prabaka po očevoj strani. Sultanija Safije (oko 1550. – 1619.) rođena je u selu Rezi na Dukađinskoj visoravni, bila je žena Murada III. i majka Mehmeda III., te je postala jedna od najmoćnijih sultanija u turskoj povijesti, pa su po njoj povjesničari nazvali početak 17. stoljeća „sultanatom žena”. Dok je u povijesti većina sultanovih žena pripadalo kategoriji priležnica, Safije je jedna od slučajeva gdje žena djeluje na turskom dvorcu kao kraljica.
Oko 27 sadrazama (velikih vezira) bilo je albanskoga podrijetla. Mogu se spomenuti Koca Davud Paşa, osvajač Kroje 1478. godine, tragikomični Zurnazen, Junus-paša, Ayas Mehmed Paşa iz Himare, Ahmed Izet-paša iz Bitolja, Avlonyalı Ferid Paşa iz Valone. U najdubljem kriznom trenutku sultanske vlasti (oko 1656. godine), vrlo bitne odluke preuzeo je veliki vezir Mehmet Köprülü, Albanac iz Berata, i s njime je počela dinastija vezira, što je po sebi rijetkost. Dinastija Ćuprilića (Qyprilliu / Köprülü) imala ključnu ulogu u Istanbulu do 1735. Ćuprilići su između ostalog osnovali grad Veles u Makedoniji.
Turski književnici i filozofi albanskoga porijekla bili su muslimani, pisali su turskim (tadašnjim osmanskoturskim), neki i arapskim i perzijskim. Najznačajniji su:
- Priştineli Mesihi (1470. – 1512.);
- Taşlıcalı Yahya;
- Dukakinoğlu Ahmed Paşa;
- Suzi Çelebi (oko 1455. – 1524.) iz Prizrena;
- Lütfi Paşa, časnik, veliki vezir, pisac i intelektualac iz Valone;
- Aşık Çelebi (1520. – 1572.) iz Prizrena;
- Sami Frašeri, proveo više od pola života u Istanbulu, gdje je pisao na turskom;
- Namık Kemal po majci;
- Mehmet Fuad Köprülü (1890. – 1966.) iz dinastije Ćuprilića i dr.

Kroz stoljeća će se u Istanbulu stvoriti albanska gradska elita, koja će biti značajna u 19. stoljeću. Danas jedno selo u mreži metropole nosi staro ime Arnavutköy (albansko selo), u njemu se nalazi istambulska zračna luka, a postoji i istoimeni Arnavutköy kao dio gradske četvrti Beşiktaş.

## Književnost 17. i 18. stoljeća
U 17. stoljeću pisana književnost dobiva veći zamah, pa Petar Budi (Pjetër Budi) rodom iz pokrajine Mat, koji cijeli život kasnije provodi na Kosovu i u Srbiji, radi na pripremama ustanka balkanske koalicije protiv Turaka te 1618. objavljuje Kršćanski katekizam (Doktrina e krishterë), u kojemu se nalaze i izvorni albanski stihovi, zbog čega se smatra i začetnikom albanskoga pjesništva. Njegov Ogled ispovijedi (Pasqyrë e të rrëfyemit, 1621.) sadrži ispovijedi i sakramente, dok Rimski obrednik (Rituale romanum, 1621.) predstavlja zbirku cjelogodišnjega duhovnoga ceremonijala. Frano Bardhi (Frang Bardhi), rodom iz Zadrime, u Rimu je 1635. objavio Rječnik latinsko-epirotski (tj. albanski, Dictionarium latino-epiroticum) s oko 5000 odrednica te više od stotinu poslovica i toponima mjesta u kojima žive Albanci. Na latinskome je 1636. objavio apologetsko djelo o Skenderbegu Georgius Castriotus Epirensis, vulgo Scanderbeg, u kojem pobija Mrnavićevu tezu da je Skenderbeg bio slavenskoga podrijetla.
Posljednji važniji predstavnik ove duhovno-didaktične književnosti bio je Petar Bogdani (Pjetër Bogdani, 1625. – 1689.), rodom iz Prizrena, doktor filozofije i teologije, koji je u Padovi 1685. na albanskom i latinskom objavio Četu proroka (alb.: Çeta e profetëve, lat. Cuneus prophetarum), djelo pobožnog karaktera s ekskurzima o albanskoj povijesti. To je Bogdanijevo djelo teološko-filozofska rasprava koja s dozom originalnosti i spajanjem podataka iz različitih izvora razmatra glavna teološka pitanja, cjelovitu biblijsku povijest i složene probleme skolastike, kozmogonije, astronomije, pedagogije itd. Bogdani je u albansku kulturu unio humanistički duh i hvalio ulogu znanja i kulture u čovjekovu životu. Svojim je pisanim radom na jeziku uglađenog stila označio prekretnicu u povijesti albanske književnosti.
U to se vrijeme u Italiji, osobito u Kalabriji i na Siciliji gdje je živio velik broj Albanaca, razvija usmena albanska epika o Skenderbegovim pothvatima i o inim junacima albanske povijesti, a za daljnji razvoj pisane književnosti zaslužni su uz spomenutog Luka Matrangu (1560. – 1619.), i prvi pjesnici N. Brankati (1675. – 1714.), N. Filja (1619. – 1769.) i N. Keta (1742. – 1803.), koji pišu uglavnom pobožnu poeziju u stilu usmenog pjesništva. Jul Variboba (ili Varibora; ? – 1762.) napisao je epsku pjesmu o životu sv. Marije, u kojem ovaj kanonizirani lik slika ljudski toplo kao oličenje majčinske ljubavi.
Tijekom 18. stoljeća, književnost pravoslavnih i muslimanskih vjerskih kulturnih krugova svjedočila je pojačanomu razvoju albanske književnosti. Anonimni pisac iz Elbasana preveo je brojne odlomke iz Biblije na albanski jezik, a T. H. Filipi, također iz Elbasana, preveo je Stari i Novi zavjet pod naslovom Dhiata e Vjetër dhe e Re. Ti su se napori povećali u sljedećemu stoljeću, kad je G. Gjirokastriti 1827. objavio prijevod cijeloga Novoga zavjeta, a Kostandin Kristoforidhi (1830. – 1895.) preveo je velik korpus kršćanskih vjerskih spisa na oba albanska narječja. Riječ je o izdanjima koja su pomogla ujedinjavanju tih dvaju narječja u jedan književni jezik, čime su postavljeni temelji za uspostavljanje albanske nacionalne crkve s liturgijama na narodnomu jeziku.
Iako je u suprotnosti s ovom tendencijom, treba spomenuti i kulturu Moskopolja, koje je tijekom 17. stoljeća postalo značajno kulturno središte na Balkanskom poluotoku, s vlastitom akademijom i tiskarom te s ličnostima kao što su T. Kavaljoti, Dh. Haxhiu i G. Voskopojari, čija su djela o znanosti, filozofiji i teologiji pridonijela objektivnom razvoju pisane riječi i priznanju albanske književnosti. Iako su djela nastala u Moskopolju uglavnom napisana na grčkome, potreba za podizanjem barijere islamizaciji dovela je do nužne uporabe nacionalnih jezika, potičući razvoj nacionalnih kultura. Vlasi i Albanci koristili su i grčki kao svoj glavni jezik u školama u Moskopolju, a u tamošnjim su se tiskarama izdavale i knjige na vlaškom jeziku. Djela moskopoljskih književnika i učenjaka mogu se povezati s europskim prosvjetiteljstvom u nekim svojim karakteristikama. Najistaknutiji od njih bio je Teodor Kavaljoti. Prema zapisima H. E. Thunmana, Kavaljotijevo djelo koje je uglavnom ostalo neobjavljeno bavilo se gotovo svim granama filozofije, a pokazuje utjecaje Platona, Descartesa, Malebranchea i Leibniza.

### Bejtadžijska književnost
Jedan od rezultata utjecaja islama, posebice sufizma i kulture turskih osvajača, bila je pojava škole tzv. "bejtadžijske književnosti" (od arap. bejte = stih, pjesma) tijekom 18. stoljeća, odnosno književnosti napisane na albanskom jeziku, ali arapskim pismom. Njezini autori, kao što su Nezim Frakulla, Muhamet Kyçyku, Sulejman Naibi, Hasan Zyko Kamberi, Shahin i Dalip Frashëri, Sheh Mala i drugi, bavili su se u svojim djelima motivima posuđenim iz orijentalne književnosti, pisali su vjerske tekstove i poeziju na jeziku pretrpanom orijentalizmima te razvijali religioznu liriku i epiku. Na bejtadžijsko pjesništvo snažno su utjecali turski, perzijski i arapski književni uzori koji su u to vrijeme bili u modi, kako u Istanbulu, tako i na Bliskom istoku. Većina žanrova i oblika koji prevladavaju u turskoj i perzijskoj poeziji susreće se i u albanskoj književnosti. Postoje ili kao izolirane pjesme ili u okviru tzv. divana (zbirki kratkih pjesama): murabba (katreni), ilahi (religijske himne), qaside (duže panegirične ode koje su Arapi favorizirali) i ghazal (kraće pjesme, često ljubavnog sadržaja koje su favorizirali Turci i Perzijanci). Tematika je često bila religiozna bilo meditativno intimna ili otvoreno didaktična i služila je širenju vjere. Spekulativni karakter većeg dijela ove poezije inspiraciju je crpio iz islamskih struja: od sunitske duhovnosti do intenzivnih mističnih sfera šiitskog sufizma, a kasnije, do liberalnijih, iako jednako mističnih odraza bektašijskog panteizma. Javljaju se i svjetovni stihovi: ljubavna lirika, poezija prirode i povijesni i filozofski stihovi.
Prvi značajniji pjesnik među bejtadžijskim autorima bio je Nezim Frakulla (1680. – 1760.), koji je svoje prve pjesme pisao na turskome, perzijskome i arapskome jeziku, uključujući i dva divana. Između 1731. i 1735. napisao je jedan divan i raznu drugu poeziju na albanskome jeziku, kao i albansko-turski rječnik u stihu. Njegov divan uključuje stihove koji se kreću od panegirike o lokalnim pašama i vojnim pohodima, do oda prijateljima i pokroviteljima, pjesme o odvajanju i čežnji za svojim prijateljima i ljubavnicama, opise prirode u proljeće, religiozne stihove, a posebno ljubavnu liriku. Drugi poznati bejtadžijski pjesnik bio je Hasan Ziko Kamberi, jedan od najboljih predstavnika muslimanske tradicije u albanskoj književnosti. Glavno mu je djelo pjesnička zbirka (mexhmua) od 200 stranica. Kamberijeva svjetovna poezija pokriva širok raspon tema. Kamberi prvi uvodi socijalne teme u albansku književnost, tematizirajući oko motiva teškog položaja žene, a u pjesmi Novac satirički napada društvo u kojem je novac vrhovna vrijednost.

## Književnost narodnog preporoda
Devetnaesto stoljeće stoljeće je nacionalnih pokreta na Balkanu i zateklo je Albance bez dovoljne tradicije jedinstvenoga razvoja države, jezika i kulture, već s individualističkim i regionalističkim mentalitetom naslijeđenim iz doba prevlasti klanova i rodovskih saveza i samim tim s nerazvijenom nacionalnom sviješću. No narodna svijest nije bila uništena, nego je naprotiv dovoljno ojačala da su se na nju mogli osloniti kasniji preporoditelji. Godine 1878. osnovana je Prizrenska liga, kao narodni i politički organ, s ciljem da se suprotstavi odlukama Berlinskog kongresa kojima su zanemarivani albanski interesi. Premda taj pokušaj nije uspio, on je postavio temelje na kojima će naposljetku doći do oslobođenja i neovisnosti (28. studenoga 1912.). Razdoblje koje je tom povijesnom datumu neposredno prethodilo, dakle druga polovina 19. i početak 20. stoljeća, naziva se Narodnim preporodom (Rilindja Kombëtare). Taj su pokret nadahnule ideje nacionalnog romantizma i prosvjetiteljstva, koje su se njegovale u krugovima albanske inteligencije uglavnom u starijim sjedištima albanske emigracije u Italiji i novijim sjedištima u Istanbulu, Bukureštu, Sjedinjenim Američkim Državama, Sofiji i Kairu.
Narodni preporod, njegovanje albanskog kao jezika kulture, organizacija nacionalnog obrazovanja i uspostavljanje nacionalne književnosti na kulturnoj razini, kao i stvaranje neovisne države, bili su ciljevi ovog pokreta koji je u književnosti iznjedrio albanski romantizam. Bio je prožet duhom narodnog oslobođenja, nostalgijom dijaspore i retoričkom patetikom prošlih herojskih ratova. Ova književna škola najviše je razvijala poeziju. Što se tiče motiva i poetskih oblika, njezin je junak bio moralni čovjek, borbeni Albanac, a u manjoj mjeri i tragični čovjek. Usko je povezan s folklornom tradicijom.
U okviru programa narodnog preporoda za uspostavu kompaktnog albanskog etničkog i kulturnog identiteta intenzivno se prikupljalo i objavljivalo usmeno stvaralaštvo, pa je 1866. Jeronim De Rada u Firenci objavio Rapsodiju jedne albanske pjesme (Rapsodi të një poeme arbëreshe), 1871. Zef Jubani izdao je u Trstu Zbirku albanskih narodnih pjesama i rapsodija (Përmbledhje të këngëve popullore dhe rapsodi të poemave shqiptare), a 1878. Thimi Mitko u Aleksandriji izdaje zbirku narodnog blaga pod naslovom Albanska pčelica (Bleta shqiptar).
Dva najveća predstavnika albanskog romantizma 19. stoljeća bili su Jeronim De Rada (1814. – 1903.) i Naim Frashëri (1846. – 1900.), koji je rođen u Albaniji, školovan u školi "zosimeja" u Janjini, te zatim emigrirao u Istanbul gdje je i umro. De Rada je albanski romantični pjesnik odgojen u ozračju europskoga romantizma, a Frashëri je albanski romantičar i panteist, koji u svojoj poeziji spaja utjecaj istočne poezije, posebice perzijske, s duhom poezije zapadnoga romantizma.
De Rada, rodom iz Kozence, bio je romantičar po stilskom opredjeljenju i oslanjao se na tradiciju usmenoga pjesničkog stvaralaštva. Napisao je ciklus epsko-lirskih pjesama u stilu albanskih rapsodija. U središtu poeme Pjesme o Milosau (Këngët e Milosaos, 1836.) nalazi se priča iz 15. stoljeća o princu Milosau, sinu skadarskoga vladara, i njegovoj ljubavi sa siromašnom Rinom. Zaljubljene razdvaja porijeklo i položaj, no kad potres poruši Skadar, nestaju sve podjele i ljubavna se idila može sretno završiti. Tu je pjesmu francuski književnik Victor Hugo nazvao "nadopunom moderne romantične poezije". De Rada je 1839. objavio svoju drugu poemu Pjesme Serafina Topije (Serafina Topia), koja priča o tome kako se kći vojvode (duke) od Arte, lijepa Serafina, zaljubljuje u Bozdara Stresa, čemu se njezini roditelji protive i udaju je za princa iz obitelji Dukagjini. Nakon toga ona polako vene, a kad sazna za Bozdarovu smrt, od tuge umire. U poemi je prikazan i povijesni kontekst 1441. – 1468. U svojoj najvećoj poemi Nepobjedivi Skenderbeg (Skënderbeu i pafat) na kojoj je radio do kraja života, De Rada pjeva o albanskome herojskom dobu i o Skenderbegu, koji se pojavljuje kao opći heroj i kao simbol albanskoga nacionalnog preporoda. Slijedeći tragove Johanna Gottfrieda Herdera, De Rada je promicao ljubav prema narodnim pjesmama u svojoj poeziji, koju je obojio etnografskim bojama. Njegova djela odražavaju kako život Albanaca s njihovim karakterističnim običajima i mentalitetima, tako i albansku dramu iz 15. stoljeća, kada je Albanija došla pod osmansku vlast. Sukob između sreće pojedinca i tragedije nacije, prizori uz rijeke, žene koje skupljaju žito na poljima, muškarac koji odlazi u rat i supruga koja mu veže remen – sve su te slike prikazane u De Radinoj poeziji s mnogo nježnog lirskog osjećaja.
Pored De Rade, Gavril Dara i Ri (Gavril Dara mlađi, 1826. – 1885.) istakao se pjesmom Posljednja pjesma Balje (Kënga e Sprasme e Bala), gdje je obrađen ljubavni zaplet oko Skenderbegovih suboraca Nika Peta i Pala Goljemija zaljubljenih u lijepu Maru, koja se opredjeljuje za Nika, ali obojicu spašava od smrti koju im je bio namijenio njezin otac. Poema završava smrću prijatelja Nika i Pala u borbama oko grada Bereta. Zef Skiroi istaknuo se poemama kao što su Albanska zastava (Flamuri i Arbërit, 1885.), ljubavne idile Mili i Haidhia (Mili e Hajdhia, 1890.) i U tuđinu (Te dheu i huaj, 1891.), te poezijom, tradicionalnim pjesmama i zbirkama narodnoga pjesništva, a Françesk Anton Santori i Zef Serembe lirikom s osobnim temama.
Naim Frashëri napisao je pastoralnu pjesmu Bukolike ili Pastiri i zemljoradnici (Bagëti e bujqësia, 1886.), zbirku filozofskih, rodoljubnih i ljubavnih tekstova Ljetno cvijeće (Lulet e verës, 1890.), epsku pjesmu Povijest Skanderbega (Histori e Skënderbeut, 1898.), religioznu epsku pjesmu Qerbelaja (1898.), dvije pjesme na grčkom O, ljubavi (O, Eros) i Istinska želja Albanaca (O alithis pothos ton skipetaron), neke pjesme na perzijskom, primjerice San (Tehajylat), kao i mnoga eruditska djela na albanskome jeziku, uključujući Opću povijest. Frashëri je priznat kao najveći nacionalni pjesnik Albanaca. Uspostavio je moderne lirske stihove u albanskoj poeziji. U duhu Vergilijevih Bukolika i Georgika, u svojim Pastirima i zemljoradnicima (Bagëti e bujqësia) pjevao je uz rad zemljoradnika i pastira pišući himnu ljepotama svoje domovine i izražavajući nostalgiju emigrantskog pjesnika i ponos na albansko porijeklo. Čežnja za rodnim mjestom, planinama i poljima Albanije, grobovima predaka, uspomenama na djetinjstvo, nadahnjuju ga lirskom snagom i impulsom.
Unutarnja iskustva pojedinca oslobođenog okova srednjovjekovnog, orijentalnog mentaliteta, s jedne strane, i filozofski panteizam prožet pjesničkim panteizmom europskog romantizma s druge strane, daju Frashërijevim lirskim meditacijama univerzalnu ljudsku i filozofsku dimenziju. Najljepše pjesme iz zbirke Ljetno cvijeće (Lulet e verës) čine filozofski intonirani stihovi o životu i smrti, vremenu koje prolazi i nikad se ne vraća, ostavljajući iza sebe mučne uspomene u srcu čovjeka, o Stvoritelju stopljenim sa Svemirom. Naim Frashëri utemeljitelj je nacionalne književnosti Albanaca i nacionalnog književnog jezika. Albanski je uzdigao do modernog jezika kulture, razvijajući ga na temelju narodnog govora. U posljednjim godinama njegovog života došla je do izražaja Frashërijeva epska tendencija. Tako je 1898. objavio epsku pjesmu Povijest Skanderbega (Histori e Skënderbeut), koja je postala jedno od najčitanijih djela albanskog preporoda. U ovoj pjesmi od 12 tisuća stihova, Frashëri je prikazao likove ilirske i albanske narodne mitologije poput zmajeva, sjena, kukavica, vještica, čarobnjaka, Ljepote zemlje (Bukurën e Dheut) i drugih.
Pashko Vasa (1825. – 1892.; poznatiji kao Vaso Paša), rođen u Skadru, piše domoljubnu književnost. Godine 1879. objavljuje na francuskom i njemačkom Istinu o Albaniji i Albancima (La vérité sur l'Albanie et les Albanais), a u to vrijeme piše i pjesmu O Albanijo (O moj Shqypni, e mjera Shqypni), u kojoj kaže da ne treba vjerovati crkvama i džamijama, jer je prava vjera svakog Albanca – biti Albanac. To je najčešće objavljivana pjesma u albanskoj književnosti, koja je pjevana tijekom borbi za obranu albanskih zemalja. Filip Shiroka (1859. – 1935.) iz Skadra, piše domoljubne pjesme Idi lasto (Shko dallëndyshe), Albanija, Gjergj Kastrioti i Grob Skenderbega.

### Prvi romani
Krajem 19. stoljeća nastaju prvi romani na albanskom jeziku čiji su autori Anton Santori (oko 1850./1894.), Sami Frašeri (1872.), Vaso-paša (1890.) i Ndoc Nikaj (1905.). Santori je bio Talijan albanskog porijekla. Godine 1858. napustio je franjevce i samostanski život i napisao roman Prokleta kći (alb.: Bija e mallkuar, tal.: La figlia maledetta) na talijanskome jeziku, no od romana nije sačuvan nijedan primjerak tako da se malo zna o njemu. Santori je kasnije napisao roman Sofia e Kominiatëve, koji je ostao u rukopisu i objavljen u sljedećem stoljeću u 8 tomova. U ovom primjeru ogleda se književni eksperiment koji nije stigao do čitatelja svoga vremena. Pak, albanska inačica Santorijeve Proklete kćeri, postoji na arberešu tako da je ovo djelo teško razumljivo osobi koja se služi standardnim albanskim.
Sa Samijem Frašerijom ulazi se u zanimljiv prostor književnih dvosmislenosti. Taaşşuk-ı Talat ve Fitnat (Ljubav Talata i Fitnate) roman je objavljen na turskom u Istanbulu oko 1872./1875. godine. Turska književnost ima svoju dugu tradiciju, ali  prilično kasno dolazi do žanra romana. Suvremeni roman inače spada u europsku književnu tradiciju 18. ili 19. stoljeća i širi se svijetom uz europski kolonijalizam. Turska književnost otvorila se je europskoj književnosti kada su to naglo činili njezino društvo i vlast, dakle uz Tanzimat i za vrijeme Mladih Osmanlija. Potom Frašerijev Talat i Fitnat je prvi suvremeni roman u turskoj književnosti, a pošto je Frašeri trajno bio također jedna od najaktivnijih osoba u stvaranju i razvijanju albanske narodne političke svijesti, nije velika greška smatrati ovaj roman i dijelom albanske književnosti. Neovisno o tome da li je turska ili albanska, knjiga Talat i Fitnat imala je veliki uspjeh u svoje vrijeme i jako je utjecala na razvoj turskog romana. Radnja govori o velikoj nemogućoj ljubavi u Aksarayu. Talat se zaljubljuje na prvi pogled u Fitnet, koja živi u strogoj obitelji, pa da bi došao do nje maskira se u djevojku i predstavlja se kao Ragiba. Slijede peripetije koje ovaj roman čine jednim od zanimljivih primjeraka ljubavnog romana 19. stoljeća.
Vaso-paša napisao je roman Bardha iz Temala: scene iz albanskog života (alb.: Bardha e Temalit: Skena të jetës shqiptare; fra.: Bardha de Temal: Scènes de la vie albanaise) za vrijeme kad je bio namjesnik (mutasarif) Libanonske planine, gdje je predstavljao vlast sultana Abdul Hamida II. U to je vrijeme napisao više knjiga na francuskom, među koje spada i Bardha iz Temala, objavljena u Parizu 1890. godine. Roman se zasniva na istinitoj priči koja se dogodila u Skadru 1842. godine. Priča je o Bardhi, kćerci bogate katoličke obitelji, koja se udaje protiv svoje volje Luli a povratkom u Skadar se zaljubljuje u jednog mladića s kojim će dijeliti mnoge interese, pogotovo književnost. Sudbina će ju prevesti preko mnogih kolebanja, ali će junakinja konačno odustati od svoje ljubavi i prihvatiti svoju sudbinu žene. Brak se ne raskida a život teče dalje.
Ta dva romana Frašerija i Vaso-paše smatraju se najstarijim romanima sa albanskom tematikom. Među albanolozima je uobičajen stav da je Bardha e Temalit prvi albanski roman.
Preteča je albanske duge proze svećenik Ndoc Nikaj. Povijest ga pamti po predanosti u osnivanju novih listova, časopisa i samostalnih naklada, a pisao je književna djela, kao što je povijesni roman Opsjednuti Skadar (alb. Shkodra e rrethueme) i sedam drugih neobjavljenih romana. Opsjednuti Skadar govori o ratu Albanaca protiv Crnogoraca. Moguće je da je napisan 1905., objavljen je tek 1967. godine u komunističkoj Albaniji, a postoje i tvrdnje kako je knjiga bila objavljena već 1913. godine.
Dakle, može se zaključiti da se prvi albanski romani rađaju na drugim jezicima (u Parizu, Istanbulu i južnoj Italiji) ali iz pera ljudi albanskog porijekla. Podržavali su albanski narodni preporod slijedeći slične pokrete diljem Europe, kada je pojam već razvijen u Europi pa i svijetu. Pritom je u to doba roman bio idealni oblik književnoga narativa jer on istovremeno obrazuje (odnosno opismenjuje), kroz nevolje svojih junaka i snažna osjećanja stvara političku svijest, daje povijesnu dubinu priči o identitetu (odakle smo? odakle potičemo?) a podsvjesno ocrtava granice nacionalne zajednice i oslikava njezino društveno stanje. Uz pisanje romana razvijaju izdavači i tiskare, odnosno tržište na kojem će roman na albanskom biti tiskan i stići do čitatelja.

### Kraj razdoblja preporoda
Svijet romantičnog junaka i burnih osjećaja unijela je u albanski romantizam poezija Zefa Serembea (1843. – 1901.), koji obrađuje motive domoljublja, ljubavi i prijateljstva. Pjesništvo Ndrea Mjede i Andona Zaka Čajupija, koji su živjeli i stvarali krajem razdoblja preporoda, nosi elemente raspada umjetničkog sustava romantizma u albanskoj književnosti. Ndre Mjeda (1866. – 1937.), fratar proganjan od crkvenih vlasti zbog svojih naprednih pogleda, osnovao je 1902. u Skadru društvo "Agimi" (Zora), koje se zalagalo za reformu albanskog pravopisa – za svaki glas po jedno slovo. Objavljuje manju poemu Plač slavuja (Vaji i bylbylit, 1887.), djelo Omladina (Juvenilja) u kojem izražava suosjećanje s najsiromašnijima, te svoje najvrjednije pjesničko ostvarenje, Slobodu (Liria, 1937.), prožeto herojskim ozračjem borbe Albanaca protiv Turaka 1908. – 1911.
Andon Zuko-Çajupi (1866. – 1930.) rustikalni je pjesnik, tip narodnog barda, zvan "mistralom Albanije". U albansku je književnost unio komediju običaja i tragediju s povijesnom tematikom. Diplomirao je na francuskom koledžu u Aleksandriji i na Sveučilištu u Ženevi, pa je kao dobar poznavatelj francuske književnosti među prvima preveo na albanski La Fontaineove basne otvarajući tako put prevođenju i usvajanju djela svjetske književnosti na albanski jezik, što je bio i ostao jedan od glavnih načina komunikacije sa svjetskom kulturom. Njegovo je remek-djelo Otac Tomori (Baba Tomori, 1902.), zbirka pjesama nazvana po planini na jugu grada Berata. U zbirci, pored patriotskih, nalaze se psihološke i ljubavne teme, kao i satirički intonirani povijesni sadržaji (pjesme Junak Albanije, Plač, Poslovi Boga, Sultan i dr.), a nalazi ga se i kako napada muškarce koji ljenčare dok im žene rade teške poslove.
Na albanskoj neovisnosti radi Luigj Gurakuqi (1879. – 1925.), čije su domoljubne pjesme imale veliki odjek (Geg Postripi, Zahvala kosovskom domoljubu), a najbolje mu je djelo Ustrajnost (Qindresa). U nastojanju da kodificira albansku metriku, napisao je raspravu Verzifikacija na albanskom jeziku (Vargënimi n'gjuhë shqype, 1904.). Aleks Stavri Drenova (1827. – 1947.),  iz okolice Korče gdje je završio grčku gimnaziju, ostatak života provodi u Rumunjskoj, gdje se povezuje s albanskim emigrantima. Piše domoljubnu poeziju s idejom ujedinjenja svih snaga u borbi za oslobođenje (zbirka Sunčevi zraci [Rreze drite], 1904.) te kritizirajući vrhove albanske buržoazije (zbirka Snovi i suze  [Ëndrra e lot], 1912.). U trećoj zbirci objavljenoj nakon stjecanja neovisnosti Psalmi kaluđera (Psallme murgu, 1930.), dolaze do izražaja pjesnikove sumnje i umor s primjesom dekadentnih i mističnih motiva.
Risto Siliqi (1882. – 1937.), sudionik ustanka 1911. – 1912., pjeva o svojim borbenim iskustvima i rodoljubnim osjećajima u zbirci Ogled krvavih dana (Pasqyra e ditëve ë përgjakshme, 1912.), slaveći osobito junaštvo gorštaka iz sjeverne Albanije. Mihal Grameno (1872. – 1931.) iz Korče, uređivao je niz listova, bio važan publicist, pisao pjesme koje su u njegovo vrijeme bile dosta popularne (Za domovinu, Blagoslov slobodi i dr.), no najvažniji je po pripovijetkama sa socijalnom tematikom, primjerice Grob krštenja (Varr'i pagëzimit), Poljubljena i Dimnjak, kao i po drami Smrt Pira (Vdekja e Pirros, 1906.), u kojoj se može naći koncept buduće albanske države. Foqion Postoli (1889. – 1927.), uz dramu Dužnost majke (Detyrë e mëmës, 1922.), napisao je dva romana. U romanu Za obranu domovine (Për mbrojtjen e atdheut, 1919.) opisuje sudbonosne događaje od 1895. do balkanskih ratova, a u romanu Cvijet uspomene (Lulja e kujtimit, 1922.) slika ne samo borbu protiv Turaka nego i ono što on vidi kao mračne strane grčkog nacionalizma.

## Književnost neovisnosti
Nakon povlačenja Turaka s Balkanskog poluotoka, Albanija je u Vlori (Valoni) proglašena neovisnom državom 28. studenoga 1912. godine, a tada se u okviru albanskoga društva među različitim političkim strujama rasplampsavaju političke borbe, što 1924. dovodi i do kratkotrajne buržoasko-demokratske revolucije, a nakon njezinog sloma uvodi se Zogov monarhistički režim (1928. – 1939.). Tijekom njegove vladavine mnogi su pisci i kulturni djelatnici zatvarani i proganjani, pa književnost tzv. razdoblja neovisnosti (1912. – 1939.) može se dijeliti na "reakcionarnu" i "naprednu". Na čelu prve je rimokatolički kler u Skadru s istaknutim reakcionarno nastrojenim piscima i publicistima, koji nerijetko "književno oživljuje lažnu seosku idiliku". Najistaknutiji je među njima Gjergj Fishta (1871. – 1940.), koji je, želeći Albancima dati nacionalni ep, napisao Lutnju po visokom gorju (Lahuta e malësisë) u 17 000 stihova. U ovom epu nastojao je oživjeti legendarnu epohu albanske povijesti, prikazujući borbe sjevernih gorštaka protiv slavenskih najezda. Na istom su rustikalno-domoljubnom tragu njegove pjesničke zbirke Domovina vila (Mrizi i Zanave) i Pariški ples (Vallja e Parrizit), gdje prevladava religiozna tematika. Okušao se i u satiri (Ose sa Parnasa [Anxat e Parnasit] i Babatin magarac [Gomari i Babatasit]) i u drami s biblijskim i mitološkim temama.
Fan Noli (1882. – 1965.) jedan je od najistaknutijih predstavnika napredne književnosti. Bio je svestrana ličnost: ugledni pjesnik, povjesničar, dramaturg, esteta i muzikolog, publicist, prevoditelj i majstor albanskog jezika. Noli je svojom poezijom, nefiktivnom, znanstvenom i vjerskom prozom, kao i svojim prijevodima, odigrao temeljnu ulogu u razvoju modernoga albanskog jezika. Predgovori koje je pisao vlastitim prijevodima djela svjetske književnosti učinili su ga najistaknutijim albanskim književnim kritičarem međuratnoga razdoblja. Kao žestoki protivnik feudalne hijerarhije, Noli piše prvu ozbiljniju albansku dramu, pod naslovom Izraelci i Filistejci (Izraelitë e Filistinë, objavljena 1907.), u kojoj se obračunava s reakcionarnim snagama. Koristi i biblijske motive da bi s pomoću aluzija i satire kritizirao vladajuće slojeve, primjerice u pjesmama Marš Krista, Krist s korbačem i Mojsije u šumi. U sugestivnim političkim elegijama Prognani samrtnik (Syrgjyn vdekur, 1926.) i Dragobijska špilja (Shpelle e Dragobisë, 1925.) oplakuje tragično preminule suborce, a u svojoj najboljoj pjesmi Obalama rijeke (Anës lumenjve, 1930.) tuguje što narod pati pod terorom.
Tipični predstavnik realizma bio je Millosh Gjergj Nikolla, poznat pod kraticom Migjeni (1911. – 1938.), koji je također pripadao naprednoj revolucionarnoj književnosti. Pisao je pjesme i novele s opisima teškog života narodnih masa i pozivima na konačnu narodnu pobjedu (pjesme Sinovi novog stoljeća, Buđenje i dr.) Pjesme su mu sakupljene u zbirci Slobodni stihovi (Vargjet e lira, 1936.), ali zbog pjesnikove napredne orijentacije nisu bile puštene u prodaju. Prozna su mu djela još jače natopljena socijalnom tematikom i slikaju tragični položaj pojedinca u tadašnjem društvu: Legenda o kukuruzu (Legjenda e misrit) govori o gladi i bijedi i svrstava se među najjača albanska prozna svjedočanstva uopće, a Zabranjena jabuka (Mollë e ndalume) slika je gradske muke radnika. Neke su Migjenijeve priče pravi romani u malom. Njihove teme predstavljaju sukob pojedinca s institucijama te patrijarhalni i konzervativni moral. Buntovna priroda Migjenijevog talenta razbila je tradicionalizam albanske poezije i proze unoseći novi stil i forme u poeziju i prozu. Jedan je od najvećih reformatora albanske književnosti i prvi veliki moderni albanski književnik.
Haki Stërmilli (1895. – 1953.) iz Debra odlazi 1924. u emigraciju, ali ga jugoslavenske kraljeve vlasti nekoliko godina kasnije vraćaju u Albaniju, gdje je zatočen i tada piše roman Tamnica (Burgu, 1935.), a najboljim se njegovim djelom smatra roman Kad bih bio dječak (Sikur t'isha djalë, 1936.), gdje je živo prikazan težak život albanske žene pod feredžom. Lasgush Poradeci (1896. – 1987.) autor je vrijedne lirike, koji je među emigrantima u Rumunjskoj objavio zbirke Kolo zvijezda (Vallja e yjve, 1933.) i Zvijezda srca (Ylli i Zemrës, 1937.), koje obrađuju domoljubnu tematiku, ali odišu i osobnim doživljajima prirode i evociraju ljepotu albanskih pejzaža, primjerice u pjesmi Jezero drijema (Dremit liqueri), a neke su mu ljubavne pjesme izrazito kontemplativne i pokazuju jače utjecaje europskog modernizma.

### Razvoj kazališta do 1945.
Premda je albansko društvo imalo puteve izraza i svoga razvitka u Osmanskom Carstvu, npr. Mesihija ili brojne ličnosti koje su sudjelovale u životu na istambulskom dvoru, turska vlast nad Albanijom nije pomogla albanskom jeziku i književnosti, tako da je kazališna baština albanskoga naroda vrlo mlada i počinje krajem 19. stoljeća. Elsie ističe kao uzrok toga zakašnjenja činjenicu što profesionalna kazališta nastaju u gradskim sredinama dok je Albanija imala značajno ruralno stanovništvo i nedostajale su joj velike gradske sredine.
Prva drama je Xoxhijeva Svadba u Lunxhërima (alb. Një Dasmë në Lunxhëri) napisana oko 1824. – 1825. i prvi put izvedena u Đirokastri 1874. godine. Slijedi drama Badnje veče (alb. Nata Këshnellavet) talijansko-albanskoga franjevca De Martinoa (1830. – 1923.), što će biti prvo djelo napisano na tlu Albanije, u Skadru 1880. godine. U ovom je djelu De Martino preinačio jedno Manzonijevo djelo. Među rane albanske drame spada i Čifutov sin (alb. I  biri i  çifutit) katoličkog autora Pashkoa Babija (1843. – 1905.); komad je predstavljen u veljači 1882. u Ksaverskoj gimnaziji u Skadru. Shakespearov Otelo izveden je u Korči 1889. godine, a postoje i svjedočanstva o didaktičnim i domoljubnim skečevima autora Qiriazija i Ninija.
U Kalabriji se odigravaju zbivanja Santorijeve ljubavne drame Emira napisane 1887. godine, po Elsieu prva albanska drama, dok je besa tema u drami Samija Frašerija na turskom jeziku Besâ yâhut Âhde Vefâ, napisanoj 1874. i prevedenoj na albanski 1902. godine (alb. Besa ose Mbajtja e Fjalës). Njezina je premijera izvedena 6. travnja 1874. u Istanbulu, a tema je specifična za albansku sredinu; naime, u njoj je riječ o gorčini i nesreći jednog oca koji je ispred odluke da li ubiti sina ili pogaziti svoju časnu riječ – besu.
Početkom 20. stoljeća jedan od najaktivnijih albanskih intelektualaca Fan Noli prevodio je Eshilove, Shakespearove i Ibsenove drame, te je 1902. napisao svoju Izraelci i Filistejci (alb. Israelitë dhe filistinë), u kojoj je glavna starozavjetna tema a podvrgava se problemima albanskog narodnog pokreta. U Egiptu i u istim godinama, Çajupi je napisao više dramskih djela, među kojima je moguće istaknuti komediju Četrnaestogodišnji mladoženja (alb. 14 vjec dhëndër, 1902.) i tragediju Zemaljski heroj (alb. Burr 'i dheut, 1907.) o Skenderbegovoj borbi. Nešto kasnije, Mihal Grameno pri svom povratku iz Sjedinjenih Američkih Država, piše u antiklerikalnom zanosu komediju u tri čina Proklestvo albanskoga jezika (alb. Mallkimi i gjuhës shqipe, 1921.). Suprotnim se smjerom kreće svećenik Fishta na većinski katoličkom sjeveru Albanije, prevodeći Molièrea, Euripida i pišući tragediju Juda Makabé (1914.). Kristo Floqi je bio vrlo bitna politička ličnost pri stvaranju države Albanije. Bliski suradnik Nolija i Konice i kasniji dužnosnik kralja Zoga, napisao je brojna dramska djela, većinom komedije, pa i tragedije u kojima se preispituju problemi nacionalnog pitanja kao što su Vjera i nacija (alb. Fe e kombësi) i Trijumf slobode (alb. Triumfi i Lirisë), ili se osvrće na povijesnu prošlost (Karlo Topija; Piro Neoptolemi; Qyprilinjtë; Skanderbeu n'Itali). Sličnim putevima kreće dramsko pisanje dva katolička svećenika, Prennushija i Zadeje, potonji na polju melodrame. Kazališnih doprinosa ima i među Postolijevim radovima a Haki Stërmilli između 1923. i 1924. piše više djela o srpskom napadu na albanski narod. Drame Haxhiademija nastavile su mitološku i povijesnu tematiku, a s druge strane Ilo Mitkë piše 1936. godine zanimljivu komediju Učitelj Gjoka (alb. Dhaskal Gjoka) čija je scena u jednoj školi u Korči. Zasebnu priču čini slučaj slavnog dramskog glumca Alexandera Moissija. Porijeklom iz Albanije, obrazovao je se u austrougarskom prostoru i od 1899. do 1935. imao je sjajnu karijeru diljem europskih najznačajnijih kazališta (Beč, Prag, Berlin, turneja u Rusiji, Sankt-Petersburg, Salzburg).
Ako je sva dotična produkcija od 1874. do suvremenijega doba težila prema ostvarenju javnih kazališta u Albaniji, ona će i nakon proglašenja samostalnosti države Albanije (studeni 1912.) mahom ostati na tiskanom papiru a dramaturgija u razočaranju. Naime, prva polovica stoljeća pokazati će se kao burno vrijeme s malo prostora za dramski izraz: Prvi svjetski rat (tzv. Veliki rat; 1914. – 1918.), autokratska vlast kralja Zoga (1925. – 1939.), pa kolonijalizam talijanskoga fašizma (travanj 1939. – rujan 1943.) i napokon njemačkoga nacizma (do 1945.). Prve kazališne skupine osnovale su se u Skadru i Korči, dva najbitnija središta albanske kulture, jer je Tirana poslije Prvog svjetskog rata bila još uvijek selo. Potom je došlo do manjih pojava u Draču, Vlori, Pogradcu, Elbasanu, Beratu, Đirokastru i Boboshtici. Ozbiljan pokušaj je napravio Sokrat Mio, kazališni redatelj obrazovan u Parizu, sa svojim kazališnim ansamblom, ali bezuspješno. Umjetnost u to doba ima manju ulogu pa su čak mnogi kazališni ansambli progonjeni. Uostalom, počeci dramskih izvedba u Albaniji su također slabo proučeni a profesionalne izvedbe u to vrijeme bile su pojava vezana uz inozemstvo i strance. Godine 1926. u Tirani je otvoreno prvo Narodno kino-kazalište, sa prvom predstavom izvedenom 1927. godine.
Bolja vremena došla su nakon oslobođenja u Drugom svjetskom ratu (studeni 1944.) zato što tada kazalište ulazi u politički nacrt Komunističke partije. Već za vrijeme borbe razvio se neki oblik moralističkih kazališnih predstava među partizanima. Dana 24. svibnja 1944. osnovan je u oslobođenom selu Përmet pokraj Đirokastre prvi ansambl profesionalnog kazališta. Ono se godinu kasnije preselilo u Tiranu i igralo u zgradi Državnoga profesionalnog kazališta (Teatër Profesionist i Shtetit), sagrađenoj 1939. za vrijeme talijanske okupacije kao kino-kazalište (zvalo se Kinema Teater Kosova, arhitekt Giulio Bertè) i preimenovanoj 1991. u Narodno kazalište (Teatri Kombëtar). Pokretač ansambla bio je Boža Nikolić, a 26. rujna 1945. u Tirani su predstavili Veselinovićevu dramu Đido (1908.).

## Književnost socijalizma
Albanija je u travnju 1939. godine pala pod vlast fašističke Italije, a nakon oslobođenja 29. studenoga 1944. književnost se, na temeljima socijalističkog realizma, okreće socijalnim temama. No drastična politička promjena nakon komunističkog preuzimanja vlasti u Albaniji prekinula je veze s književnom tradicijom prije Drugog svjetskog rata. Novi režim imao je krajnje sumnjičav odnos prema intelektualcima i književnicima, koji su viđeni kao predstavnici "starog režima". Te su godine karakterizirali novi progoni pisaca. U političkom i kulturnom kontekstu socijalističke Albanije, pisci su mogli odabrati ili potpunu poslušnost i služenje režimu, kompromis sa strujama u Udruženju književnika ili prestati objavljivati svoja djela. Ova treća opcija dovela je do stvaranja "književnosti u ladicama", čiji su glavni predstavnici bili Zef Zorba i Primo Shllaku. Ipak, zahvaljujući strogom nadzoru komunističkih vlasti, vrlo je mali broj književnika uspio sakriti svoja djela, a nitko nije mogao distribuirati djela čak ni ilegalno, pa samizdat nije postojao tijekom cijelog komunističkog razdoblja u Albaniji.
Novo doba vidljivo je primjerice u djelu Dhimitëra Shuteriqija (1915. – 2003.), koji je u predratnom razdoblju bio simbolistički nastrojen pjesnik, a u novom razdoblju priklanjao se realizmu. Piše jasne i razumljive stihove, u pripovijetkama Čika Demo i Sumnje Jonuza Randže realistički opisuje ljude oslobođene borbom i revolucijom, a u romanu Osloboditelji (Çlimtarët) prikazuje preobražaj albanskog društva. Shefqet Musaraj (1914. – 1986.) objavljuje 1944. pamflet Epopeja Narodne fronte (Epopeja e Ballit Kombëtar), a smisao za humor dolazi mu do izražaja osobito u poduljoj pripovijesti Ja sam bio Čobo Rapuši (Isha unë Çobo Rrapushi, 1968.). Mnogo je značajniji romanopisac Sterjo Spasse (1914. – 1989.), koji je svoju spisateljsku djelatnost započeo prije rata romanom Zašto...? (Pse...?, 1935.), a za vrijeme rata napisao roman Afërdita (1944.), gdje lik seoske učiteljice svladava sve prepreke okupatora. Nakon rata produbljuje tu tematiku romanima Oni ne bijahu sami (Ata nuk ishin vetëm, 1952.) o bijedi seoskog života u Zogovo vrijeme, Afërdita ponovo na selu (Afërdita pësëri në fshat, 1955.) o predratnoj učiteljici nakon oslobođenja, Vatre... (Zjare..., 1972.) o socijalističkoj izgradnji zemlje te Buđenje (Zgjimi, 1974.) o razdoblju nacionalnog preporoda Albanaca.
Petro Marko (1913. – 1991.) svoje iskustvo u Španjolskome građanskom ratu prenosi u roman Zbogom (Hasta la vista, 1957.), koji se prije svega bavi sudbinom albanskih dragovoljaca, ali s naglašenom idejom međunarodne solidarnosti. To je i tema romana Posljednji grad (Qyteti i fundit, 1960.), koji se bavi Drugim svjetskim ratom, ali tako da izbjegava nacionalistički žar i prikazuje Talijane koji uviđaju svu strahotu rata. Među ostalim su mu romanima Doba oružja (Stina e armëve, 1966.), Halimi (1969.), Ultimatum (1972.) i drugi. Fatmir Gjata (1922. – 1989.), romanopisac i pripovjedač, u romanu Prevrat (Përmbysja, 1954.) slika seljakovu ideološku transformaciju u okolnostima partizanske borbe, a u romanu Močvara (Kënete, 1959.) opisuje narodnu akciju isušivanja močvarnoga kraja i živo analizira psihologiju kolektiva. Na istom je tragu Kolë Jakova (1917. – 2002.), čija drama Naša zemlja (Toka jonë, 1954.) slika ljude u revoluciji s posebno oživljenim likom jednostavne gorštakinje, a u poemi Heroji Viga (Herojt e Vigut, 1953.) opisuje jednu epizodu partizanske borbe. Llazar Siliqi (1924. – 2001.) na oratorsko-patetički način opijeva oslobođenje, pa tako poema Prishtina (1949.) predstavlja pravu odu komunističkom duhu Albanaca zatočenih u tom njemačkom logoru u kojem je i sam bio zarobljen, a poema Preporod (Ringjallja, 1959.) slavi obnovu zemlje i novi socijalistički poredak.
Jakov Xoxa (1923. – 1979.) nastavlja realističku tradiciju, pa tako u romanu Mrtva rijeka (Lumi i vdekur, 1965.) daje potresnu sliku propadanja seljaka u predratnoj Albaniji, a u romanu Bijeli jug (Juga e bardhë, 1971.) bavi se poslijeratnim razdobljem i kritizira rastuću birokraciju, oličenu u jednom liku "gotovo demonskih dimenzija". Pjesnik i prozaik Dritëro Agolli (1931. – 2017.) u cijelosti se bavi poslijeratnim razdobljem, pa u poemi Očevi (Baballarët, 1969.) suprotstavlja poglede dvaju pokoljenja očeva i djece na revoluciju, a u romanu Komesar Memo (Komisari Memo, 1970.) prikazuje ulogu komunista u buđenju narodnih masa. Dhimitër Xhuvani (1934. – 2009.) slika životne drame pojedinaca kako u zbirci pripovijedaka Posljednje zvono (Këmbana e fundit, 1959.) tako i u romanu Ponovo na nogama (Përsëri në këmbë, 1970.), koji je doživio velik uspjeh i bio dramatiziran za scenu, a prikazuje junaka koji je izgubio obje noge, ali ne i vjeru u život. Roman Fan Smajli (1971.) bavi se radništvom. Ali Abdihoxha (1923. – 2014 ) romanom Tri boje vremena (Tri ngjyrat e kohës, 1965.–1972.) vraća se partizanskoj tematici i ratnom razdoblju, a objavio je i romane Jedna burna jesen (Një vjeshtë me stuhi, 1959.), priče San i svjetlost (Ëndra dhe dritë, 1963.), romane Veliki dvoboj (Dueli i madh, 1975.), Vile u predgrađu (Vila në periferi, 1982.), Kronika jedne noći (Kronika e një nate, 1984.), Izazov (Sfida, 1987.), Palače (Sarajet, 1997.), Cijena jedne pustolovine (Çmimi i një aventure, 2006.).

### Albanska književnost na Kosovu
Albanska književnost na Kosovu nakon Drugog svjetskog rata bila je nastavak prethodne tradicije albanske književnosti. Izvan Albanije albanski pisci nisu u svom stvaralaštvu bili ograničeni uskim okvirima socijalističkog realizma, koji su gušili književnost u Albaniji, premda je i na Kosovu albanska književnost znala doći u sukob s vladajućom jugoslavenskom ideologijom. Na Kosovu su se pojavili novi talenti u poeziji, kao što su Esad Mekuli, Ali Podrimja, Azem Shkreli; neko vrijeme i Martin Camaj. Adem Demaçi i posebno Anton Pashku pojavili su se prvo u prozi, a za njima su slijedili Musa Ramadani, Sabri Hamiti, Eqrem Basha i dr. Godine 1949. u Prištini je osnovan književni časopis Jeta e Re (Novi život). Prvoj generaciji poslijeratnih proznih pisaca pripadao je književnik i politički disident Adem Demaçi, koji je 1958. objavio etnografski roman Zmije u krvi (Gjarpinjt e gjakut), djelo o krvnoj osveti, a iste je godine uhićen zbog kritiziranja deportacije tisuća Albanaca u Tursku. Proveo je 28 godina u jugoslavenskim zatvorima kao politički zatvorenik, da bi bio pušten tek 1990. godine.
Eksperimentalni pripovjedač, romanopisac i dramatičar Anton Pashku pojavljuje se u prozi pedesetih godina. Pashku je jedini predstavnik književnog pravca moderne u albanskoj književnosti. Postao je inicijator modernizacije albanske drame općenito. U književnost na albanskom uveo je kazalište apsurda s dramama Sinkopa (Priština, 1968.) i Gof (Priština, 1976.), koje unose inovacije u albansku dramu i približuju istu europskim uzorima toga doba, posebice drami apsurda te nadrealističkoj i egzistencijalističkoj drami. Tijekom 1970-ih i 1980-ih albanska drama na Kosovu razvijala se u duhu modernizma i postmodernizma, a uz Pashkua, glavni su joj predstavnici bili Teki Dervishi, Rexhep Qosja i Beqir Musliu. Pashku je bio pokretač moderne, dok su ostala tri autora imala velik utjecaj na književnu modernost albanske drame, u njezinoj filozofskoj dimenziji i psihološkoj dubini. Kao romanopisac, Pashku je 1971. objavio eksperimentalni roman Oh, koji je označio veliku prekretnicu u modernom europskom romanu. Tijekom 70-ih godina 20. stoljeća pojavila se nova generacija romanopisaca: Sabri Hamiti, Zejnullah Rrahmani, Rexhep Qosja, Musa Ramadani, Eqrem Basha, Teki Dervishi i dr. Zejnullah Rrahmani objavio je roman Izgubljeni samoglasnici (Zanoret e humbura, 1974) kao alegorijski plač nad ugnjetavanjem Albanaca.
Pjesništvo kosovskih Albanaca nakon Drugog svjetskog rata doseglo je najnaprednije univerzalne vrijednosti u albanskoj književnosti uopće. Oslanjalo se na najkvalitetnija univerzalna pjesnička iskustva i škole izražavanja. Uobičajen je ezopski jezik, koji su gajile generacije 1950-ih i 1960-ih. Najnapredniji dio albanske poezije tijekom druge polovice dvadesetog stoljeća izražavao je nepovjerenje u proklamirane komunističke vrijednosti, kao i diskretne pobune protiv antialbanske političke stvarnosti. Značajan poticaj za razvoj poezije ranih 1950-ih dale su dvije pjesničke zbirke Martina Camaja: Flauta među planinama (Nji fyell ndër male, Priština, 1953.) i Pjesma nizinskih pašnjaka (Kânga e vërrinit; Priština, 1954.), koje su nadahnute njegovim rodnim mjestom u gorju sjeverne Albanije. Godine 1955. pjesnik Esad Mekuli objavit će i knjigu Za tebe (Për Ty), koja je imala velik utjecaj. Krajem 1950-ih pojavit će se generacija "devetorice" predvođena Azemom Shkrelijem, koji je dosegao pjesničke vrhunce albanske književnosti. Ovoj generaciji pridružio se Ali Podrimja, koji tada počinje objavljivati svoje stvaralaštvo na stranicama časopisa Jeta e Re. Početkom 1970-ih pojavila se nova generacija pjesnika, uključujući Sabrija Hamitija.
Nakon ukidanja autonomije Kosova 1989. godine i pokretanja represije nad tamošnjim Albancima, Azem Shkreli je tijekom 1990-ih objavio dvije zbirke pjesama: Ptice i kamenje (Zogj dhe gurë) i Pjesme na kiši (Lirikë me shi); potonja se smatra Shkrelijevim književnim vrhuncem. Mehmet Kraja 1990. objavio je podulji roman Bizantska mreža (Net Byzantine), u kojem je, prema albanologu Robertu Elsieu, dosegao svoju zrelost. Zejnullah Rrahmani napisao je Roman za Kosovo (Romani për Kosovën), a Musa Ramadani objavio je roman Antiprocesija (Antiprocesioni).

## Suvremena književnost
Nakon pada komunističke vlasti u Albaniji 1991. godine, književnost se okreće kritici prethodnog razdoblja, ali i općenito širi svoje obzorje. Najpoznatiji je suvremeni albanski književnik Ismail Kadare rođen 1936., čiji su romani prevedeni na 45 jezika. Svoje je stvaralaštvo započeo u socijalističkome razdoblju, nastojeći u nizu pjesama Industrijski san (Ëndërr industriale, 1960.) i Bilješke o mojem pokoljenju (Shënime për brezin tim, 1961.) izraziti nadanja novog pokoljenja, dok je u romanima obogatio albansku prozu novim bojama i suptilnijim izričajem. U Generalu mrtve vojske (Gjenerali i ushtrisë së vdekur, 1963.) kroz sliku talijanskog generala koji dolazi u Albaniju prikupiti kosti svojih poginulih vojnika tematizira nesalomivost Albanaca. Taj je roman poslužio za scenarij jednog francusko-talijanskog filma; dok u romanu Tvrđava (Kështjella, 1970.) bira tradicionalnu temu albanske borbe u 15. stoljeću pod Skenderbegovim vodstvom. Sa ovim i drugim romanima: Kronika u kamenu (1971.), Trosvodni most (1978.), Dosije o H. (1981.), Palača snova (1981.), Piramida (1992.), Nasljednik (2002.), Kadare je albansku književnost uveo u glavni tok moderne europske književnosti. Središnja tema Kadareovih djela jest totalitarizam i njegovi mehanizmi. Njegovo djelo predstavlja umjetničku enciklopediju albanskog života. Filozofija, vjerovanja, drame i povijesne i kulturne tradicije Albanije filtrirane kroz umjetnost pisca u Kadareovom djelu izražavaju vitalnost duhovne kulture albanskog naroda. Kadare stvara modernu prozu koja se široko koristi povijesnim analogijama, parabolama i asocijacijama, albanskim legendama i mitologijom. Polazeći od epskog svijeta srednjovjekovnih legendi i balada, Kadareova proza "ažurira" drevne narodne tradicije pokazujući njihovu važnost za suvremeni svijet.
Ridvan Dibra jedna je od vodećih ličnosti suvremene albanske književnosti i autor nekoliko inovativnih djela. Nagrađen je s nekoliko nacionalnih i međunarodnih nagrada, uključujući nagradu "Rexhai Surroi" za najbolji albanski roman godine 2012. (Legenda o samoći, alb. Legjenda e vetmisë). Luljeta Lleshanaku jedna je od najvažnijih i najcjenjenijih albanskih pjesnikinja. Autorica je sedam zbirki poezije od kojih je nekoliko prevedeno na druge jezike. Engleski prijevodi uključuju zbirke: Freska (2002.), Dijete prirode (2010.), Nered: nove i odabrane pjesme (2011.) i Negativni prostor (2018.), čiji je prijevod (Ani Gjike) ušao u uži izbor za nagradu Griffin Poetry za 2019. godinu.
Fatos Kongoli rođen je 1944. u Elbasanu i smatra se jednim od najjačih i najuvjerljivijih predstavnika suvremene albanske književnosti. Za vrijeme komunistilke vladavine u Albaniji nije napisao niti objavio nijedno važno djelo. Istaknuo se nakon pada režima svojim romanom Gubitnik (1992.). Njegovi se romani bave godinama režima Envera Hoxhe i njegovim posljedicama, dok je albansko društvo prelazilo u demokraciju, a da se nije moglo otresti tzv. demona iz prošlosti. Među drugim važnim piscima nalazi se Ben Blushi, rođen 1969., čiji je debitantski roman Živjeti na otoku (2008.), koji se bavi islamizacijom Albanaca, postao najprodavanija knjiga nakon pada komunizma u Albaniji. Njegov drugi roman, Otelo, Arapin iz Vlore (2009.), nagrađen je Nagradom Europske unije za književnost. Njegovi su kasniji romani postali nacionalni bestseleri.